# Anabasis lachnantha
Anabasis lachnantha Aellen & Rech.f. – gatunek rośliny z rodziny szarłatowatych (Amaranthaceae Juss.). Występuje naturalnie we wschodniej części Arabii Saudyjskiej, Kuwejcie, południowych częściach Iraku i Iranu oraz w Pakistanie (w Mekranie).

## Morfologia
PokrójWiecznie zielony półkrzew dorastający do 1 m wysokości. Jest obficie rozgałęziony. Pędy są wyprostowane lub zwisające, łamliwe, mają biało-szarawą, srebrzystą, srebrzysto-białą lub matowo brązową barwę. Łodyga osiąga ponad 5 cm średnicy. Międzywęźla mają około 7 mm długości. Pąki są krótkie, boczne, często obecne na węzłach.
LiściePrzybierają formę łusek. Mierzą 1 mm długości.
KwiatyPojedyncze, rozwijają się w kątach pędów, otoczone białymi kępkami włosków.